# Salto de longitud en parada

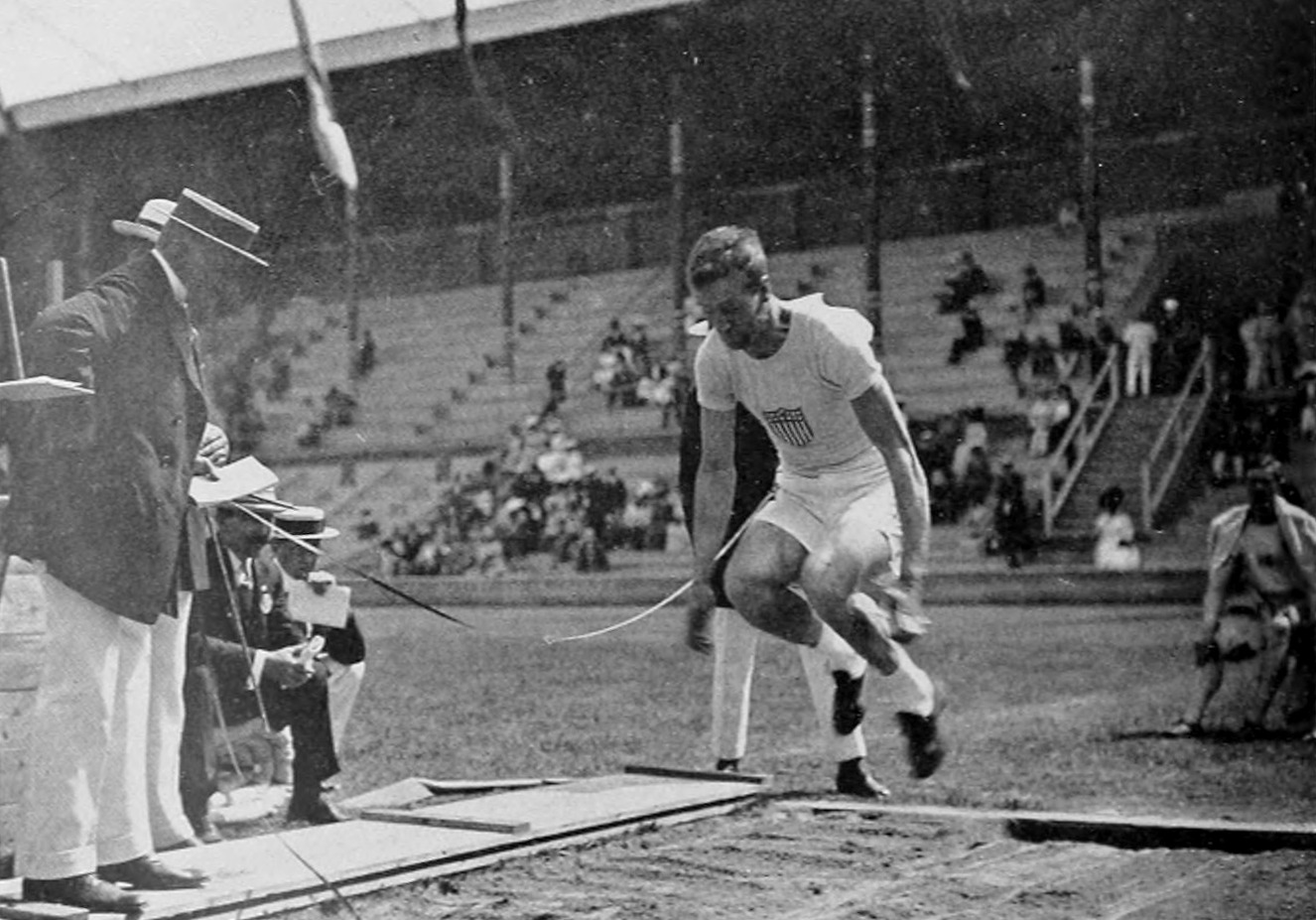
Benjamin Adams en Estocolmo 1912

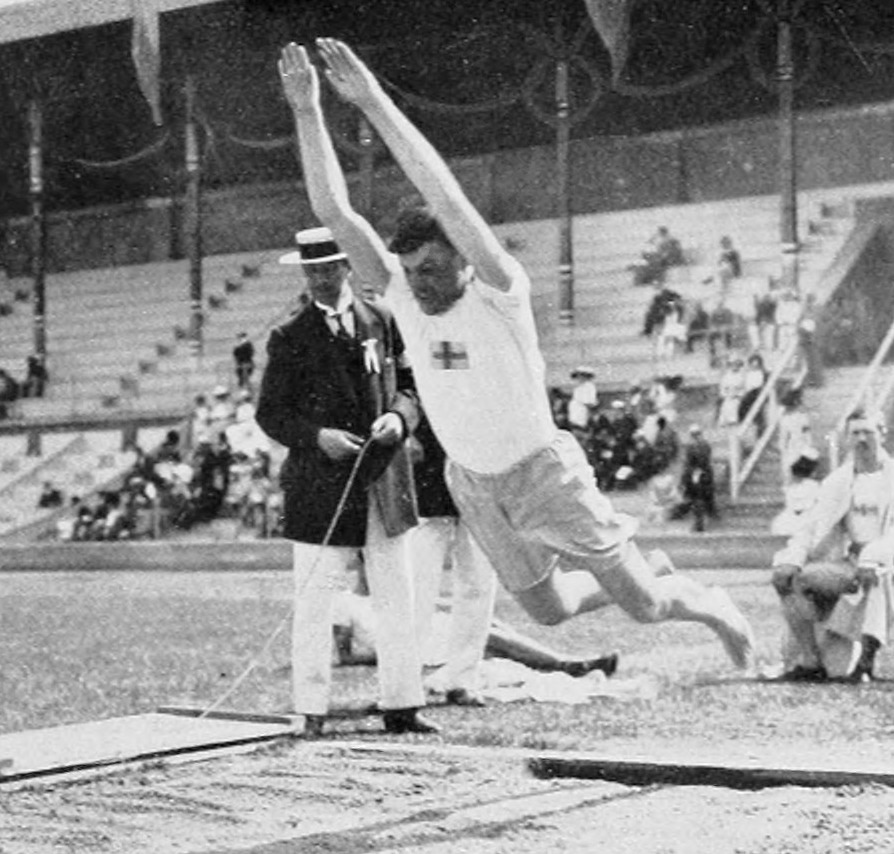
Gustaf Malmsten en Estocolmo 1912

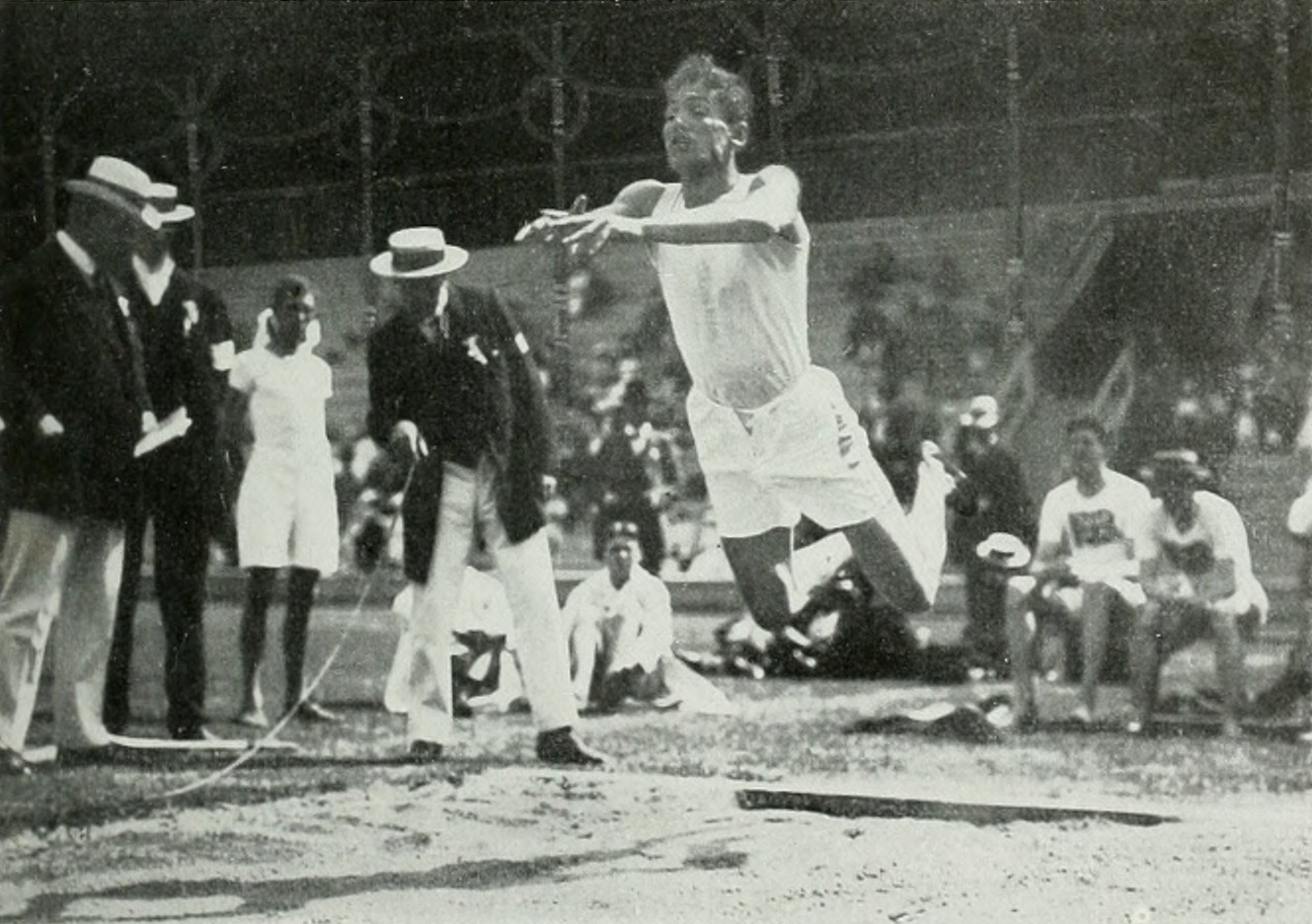
Konstantinos Tsiklitiras en Estocolmo 1912

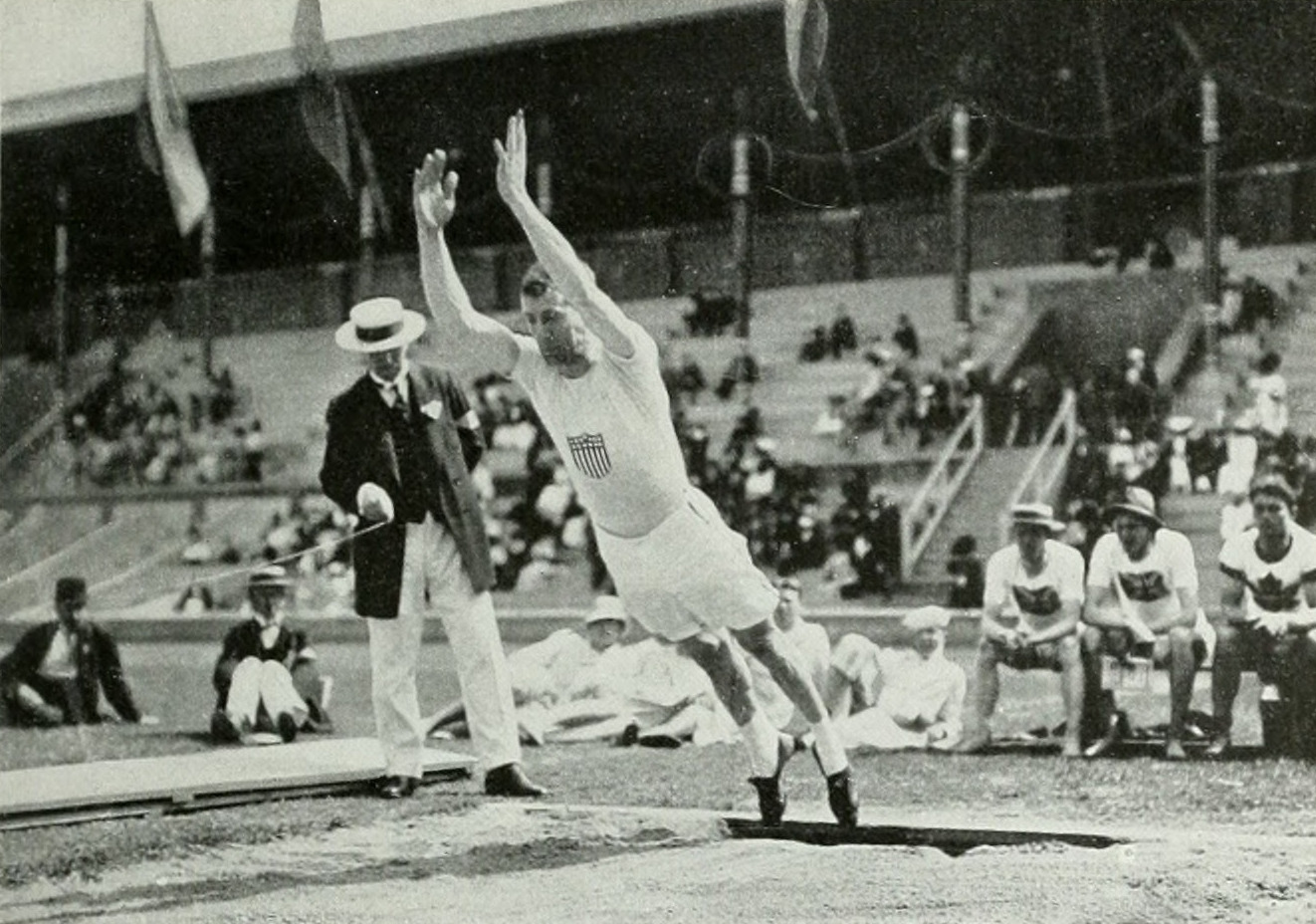
Platt Adams en Estocolmo 1912

El salto de longitud en parada, también llamado salto de longitud sin impulso, es una prueba de atletismo que debutó en las Olimpiadas de París 1900 y estuvo vigente en las tres siguientes: San Luis 1904, Londres 1908 y Estocolmo 1912, y además en los Juegos Intercalados de Atenas de 1906. Se lleva a cabo de la misma forma que el salto de longitud, con la diferencia de que el saltador debe estar inicialmente quieto y saltar con los dos pies juntos.
El gran triunfador fue Ray Ewry, con cuatro medallas de oro.

## Medallistas olímpicos
| Juegos         | Oro                             | Plata                           | Bronce                          |
| París 1900     | Ray Ewry Estados Unidos         | Irving Baxter Estados Unidos    | Emile Torcheboeuf Francia       |
| San Luis 1904  | Ray Ewry Estados Unidos         | Charles King Estados Unidos     | John Biller Estados Unidos      |
| Atenas 1906    | Ray Ewry Estados Unidos         | Martin Sheridan Estados Unidos  | Lawson Robertson Estados Unidos |
| Londres 1908   | Ray Ewry Estados Unidos         | Konstantinos Tsiklitiras Grecia | Martin Sheridan Estados Unidos  |
| Estocolmo 1912 | Konstantinos Tsiklitiras Grecia | Platt Adams Estados Unidos      | Benjamin Adams Estados Unidos   |